# Jelena Kostanić-Tošić
Jelena Kostanić (Split, 6 juli 1981) is een voormalig professioneel tennisspeelster uit Kroatië. Kostanić werd professional in juli 1999. In 2006 trouwde zij met de Kroatische tafeltennisser Roko Tošić – sinds januari 2007 voert zij officieel de naam Jelena Kostanić-Tošić.

## Loopbaan
Jelena Kostanić begon met tennis op zevenjarige leeftijd en vanaf haar elfde begon zij zich er echt voor in te zetten. Als zestienjarige wist zij het Australian Open bij de junioren te winnen. Bij de volwassenen bleek zij in het dubbelspel succesvoller dan in het enkelspel.
Enkelspel – Kostanić wist nooit een WTA-toernooi te winnen. Wel was zij drie keer verliezend finaliste en stond zij vijfmaal in een halve finale. Zij won ook vier titels in het ITF-circuit. Haar beste resultaat op de grandslamtoernooien is het bereiken van de derde ronde. Haar hoogste ranking op de WTA-ranglijst is de 32e positie – deze bereikte zij in juli 2004.
Dubbelspel – Zij won acht WTA-titels en stond daarnaast nog acht keer in een finale. In het ITF-circuit won zij tien titels. Haar beste resultaat op de grandslamtoernooien is het bereiken van de kwartfinale op het US Open 2008, samen met de Nieuw-Zeelandse Marina Erakovic. Haar hoogste ranking op de WTA-ranglijst is de 30e positie – deze bereikte zij in oktober 2004.
In de periode 1998 tot en met 2010 vertegenwoordigde zij bijna jaarlijks haar land in de Fed Cup, zowel in het enkel- als in het dubbelspel – zij behaalde daar een winst/verlies-balans van 19–20. In 2004 nam zij deel aan de Olympische spelen in Athene, zowel in het enkel- als in het dubbelspel.
Na het US Open 2010 beëindigde zij haar beroepscarrière.

## Posities op deWTA-ranglijst
Positie per einde seizoen:
| jaar | rang enkelspel | rang dubbelspel |
| ---- | -------------- | --------------- |
| 1996 | 1078           | –               |
| 1997 | 396            | 502             |
| 1998 | 236            | 199             |
| 1999 | 99             | 65              |
| 2000 | 113            | 82              |
| 2001 | 133            | 293             |
| 2002 | 71             | 97              |
| 2003 | 67             | 62              |
| 2004 | 35             | 32              |
| 2005 | 99             | 60              |
| 2006 | 47             | 60              |
| 2007 | 105            | 81              |
| 2008 | 112            | 63              |
| 2010 | 816            | 980             |

## Palmares
| Legenda                |
| ---------------------- |
| Grandslamtoernooi      |
| Olympische Spelen      |
| Year-End Championships |
| Tier I                 |
| Tier II                |
| Tier III               |
| Tier IV & V            |

### WTA-finaleplaatsen enkelspel
| nr.              | finale     | toernooi      | ondergrond | tegenstandster  | score         |         |
| ---------------- | ---------- | ------------- | ---------- | --------------- | ------------- | ------- |
| gewonnen finales |            |               |            |                 |               |         |
| geen             |            |               |            |                 |               |         |
| verloren finales |            |               |            |                 |               |         |
| 1.               | 2003-08-10 | WTA Helsinki  | gravel     | Anna Smashnova  | 6-4, 4-6, 0-6 | details |
| 2.               | 2006-02-12 | WTA Pattaya   | hardcourt  | Shahar Peer     | 3-6, 1-6      | details |
| 3.               | 2006-02-19 | WTA Bangalore | hardcourt  | Mara Santangelo | 6-3, 6-7, 3-6 | details |

### WTA-finaleplaatsen vrouwendubbelspel
| nr.              | finale     | toernooi          | ondergrond | partner              | tegenstandsters                             | score         |         |
| ---------------- | ---------- | ----------------- | ---------- | -------------------- | ------------------------------------------- | ------------- | ------- |
| gewonnen finales |            |                   |            |                      |                                             |               |         |
| 1.               | 1999-05-02 | WTA Bol           | gravel     | Michaela Paštiková   | Meghann Shaughnessy Andreea Vanc            | 7-5, 6-7, 6-2 | details |
| 2.               | 1999-11-14 | WTA Kuala Lumpur  | hardcourt  | Tina Pisnik          | Rika Hiraki Yuka Yoshida                    | 3-6, 6-2, 6-4 | details |
| 3.               | 2002-05-12 | WTA Warschau      | gravel     | Henrieta Nagyová     | Jevgenia Koelikovskaja Silvija Talaja       | 6-1, 6-1      | details |
| 4.               | 2002-05-25 | WTA Straatsburg   | gravel     | Jennifer Hopkins     | Caroline Dhenin Maja Matevžič               | 0-6, 6-4, 6-4 | details |
| 5.               | 2004-01-10 | WTA Auckland      | hardcourt  | Mervana Jugić-Salkić | Virginia Ruano Pascual Paola Suárez         | 7-6, 3-6, 6-1 | details |
| 6.               | 2004-01-17 | WTA Canberra      | hardcourt  | Claudine Schaul      | Caroline Dhenin Lisa McShea                 | 6-4, 7-6      | details |
| 7.               | 2006-10-08 | WTA Japan (Tokio) | hardcourt  | Vania King           | Chan Yung-jan Chuang Chia-jung              | 7-6, 5-7, 6-2 | details |
| 8.               | 2006-10-15 | WTA Bangkok       | hardcourt  | Vania King           | Mariana Díaz Oliva Natalie Grandin          | 7-5, 2-6, 7-5 | details |
| verloren finales |            |                   |            |                      |                                             |               |         |
| 1.               | 2000-04-23 | WTA Boedapest     | gravel     | Sandra Načuk         | Ljoebomira Batsjeva Cristina Torrens Valero | 0-6, 2-6      | details |
| 2.               | 2003-05-24 | WTA Straatsburg   | gravel     | Laura Granville      | Sonya Jeyaseelan Maja Matevžič              | 4-6, 4-6      | details |
| 3.               | 2004-06-19 | WTA Rosmalen      | gras       | Claudine Schaul      | Lisa McShea Milagros Sequera                | 6-7, 3-6      | details |
| 4.               | 2005-05-15 | WTA Praag         | gravel     | Barbora Strýcová     | Émilie Loit Nicole Pratt                    | 7-6, 4-6, 4-6 | details |
| 5.               | 2005-09-25 | WTA Portorož      | hardcourt  | Katarina Srebotnik   | Anabel Medina Garrigues Roberta Vinci       | 4-6, 7-5, 2-6 | details |
| 6.               | 2006-01-13 | WTA Hobart        | hardcourt  | Jill Craybas         | Émilie Loit Nicole Pratt                    | 2-6, 1-6      | details |
| 7.               | 2006-10-01 | WTA Guangzhou     | hardcourt  | Vania King           | Li Ting Sun Tiantian                        | 4-6, 6-2, 5-7 | details |
| 8.               | 2008-02-24 | WTA Bogota        | gravel     | Martina Müller       | Iveta Benešová Bethanie Mattek              | 3-6, 3-6      | details |

## Resultaten grandslamtoernooien
| Legenda | Legenda                          |
| ------- | -------------------------------- |
| g.t.    | geen toernooi gehouden           |
| l.c.    | lagere categorie                 |
| –       | niet deelgenomen                 |
| G       | uitgeschakeld in de groepsfase   |
| 1R      | uitgeschakeld in de eerste ronde |
| 2R      | uitgeschakeld in de tweede ronde |
| 3R      | uitgeschakeld in de derde ronde  |
| 4R      | uitgeschakeld in de vierde ronde |
| KF      | uitgeschakeld in de kwartfinale  |
| HF      | uitgeschakeld in de halve finale |
| F       | de finale verloren               |
| W       | het toernooi gewonnen            |
| w-v     | winst/verlies-balans             |

### Enkelspel
| Toernooi        | 1999 | 2000 | 2001 | 2002 | 2003 | 2004 | 2005 | 2006 | 2007 | 2008 |
| --------------- | ---- | ---- | ---- | ---- | ---- | ---- | ---- | ---- | ---- | ---- |
| Australian Open | –    | 3R   | 1R   | 2R   | 1R   | 1R   | 2R   | 3R   | 3R   | 1R   |
| Roland Garros   | –    | 1R   | –    | 2R   | 2R   | 2R   | 2R   | 1R   | 1R   | –    |
| Wimbledon       | –    | 1R   | –    | 1R   | 1R   | 1R   | 1R   | 1R   | 1R   | –    |
| US Open         | 2R   | 2R   | –    | 1R   | 1R   | 3R   | 1R   | 2R   | 2R   | 1R   |

### Vrouwendubbelspel
| Toernooi        | 1999 | 2000 | 2001 | 2002 | 2003 | 2004 | 2005 | 2006 | 2007 | 2008 | 2009 |
| --------------- | ---- | ---- | ---- | ---- | ---- | ---- | ---- | ---- | ---- | ---- | ---- |
| Australian Open | –    | 1R   | 1R   | –    | 2R   | 2R   | 1R   | 1R   | 2R   | 2R   | 1R   |
| Roland Garros   | –    | 1R   | –    | –    | 2R   | 2R   | 1R   | 1R   | 1R   | –    | –    |
| Wimbledon       | –    | 1R   | –    | 2R   | 1R   | 2R   | 1R   | 1R   | 1R   | –    | –    |
| US Open         | 1R   | 2R   | –    | 1R   | 1R   | 2R   | 1R   | 2R   | 1R   | KF   | –    |